# Tour de France 1935
29. Tour de France rozpoczął się 4 lipca, a zakończył 28 lipca 1935 roku w Paryżu. Zwyciężył Belg Romain Maes, który przejechał cały wyścig jako lider klasyfikacji generalnej. W klasyfikacji górskiej najlepszy był jego rodak, Félicien Vervaecke, a w klasyfikacji drużynowej zwyciężyła reprezentacja Belgii.
Podczas Tour de France 1935 śmierć poniósł Hiszpan Francisco Cepeda, który wypadł z zakrętu podczas zjazdu z Col du Galibier. Kolarz wpadł do wąwozu, rozbijając czaszkę, w wyniku czego zginął na miejscu Była to pierwsza śmiertelna ofiara w historii Wielkiej Pętli.

## Etapy
| Etap | Data     | Trasa                           | Dystans   | Zwycięzca          | Lider wyścigu |
| ---- | -------- | ------------------------------- | --------- | ------------------ | ------------- |
| 1    | 4 lipca  | Paryż – Lille                   | 262 km    | Romain Maes        | Romain Maes   |
| 2    | 5 lipca  | Lille – Charleville             | 192 km    | Charles Pélissier  | Romain Maes   |
| 3    | 6 lipca  | Charleville – Metz              | 161 km    | Raffaele di Paco   | Romain Maes   |
| 4    | 7 lipca  | Metz – Belfort                  | 220 km    | Jean Aerts         | Romain Maes   |
| 5 A  | 8 lipca  | Belfort – Genewa                | 262 km    | Maurice Archambaud | Romain Maes   |
| 5 B  | 8 lipca  | Genewa – Évian-les-Bains        | ITT 58 km | Raffaele di Paco   | Romain Maes   |
| 6    | 10 lipca | Évian-les-Bains – Aix-les-Bains | 207 km    | René Vietto        | Romain Maes   |
| 7    | 11 lipca | Aix-les-Bains – Grenoble        | 229 km    | Francesco Camusso  | Romain Maes   |
| 8    | 12 lipca | Grenoble – Gap                  | 102 km    | Jean Aerts         | Romain Maes   |
| 9    | 13 lipca | Gap – Digne-les-Bains           | 227 km    | René Vietto        | Romain Maes   |
| 10   | 14 lipca | Digne-les-Bains – Nicea         | 156 km    | Jean Aerts         | Romain Maes   |
| 11   | 16 lipca | Nicea – Cannes                  | 126 km    | Romain Maes        | Romain Maes   |
| 12   | 17 lipca | Cannes – Marsylia               | 195 km    | Charles Pélissier  | Romain Maes   |
| 13 A | 18 lipca | Marsylia – Nîmes                | 112 km    | Vasco Bergamaschi  | Romain Maes   |
| 13 B | 18 lipca | Nîmes – Montpellier             | ITT 56 km | Georges Speicher   | Romain Maes   |
| 14 A | 19 lipca | Montpellier – Narbona           | 103 km    | René Le Grevès     | Romain Maes   |
| 14 B | 19 lipca | Narbona – Perpignan             | ITT 63 km | Maurice Archambaud | Romain Maes   |
| 15   | 20 lipca | Perpignan – Luchon              | 325 km    | Sylvère Maes       | Romain Maes   |
| 16   | 22 lipca | Luchon – Pau                    | 194 km    | Ambrogio Morelli   | Romain Maes   |
| 17   | 24 lipca | Pau – Bordeaux                  | 224 km    | Julien Moineau     | Romain Maes   |
| 18 A | 25 lipca | Bordeaux – Rochefort            | 158 km    | René Le Grevès     | Romain Maes   |
| 18 B | 25 lipca | Rochefort – La Rochelle         | ITT 33 km | André Leducq       | Romain Maes   |
| 19 A | 26 lipca | La Rochelle – La Roche-sur-Yon  | 81 km     | René Le Grevès     | Romain Maes   |
| 19 B | 26 lipca | La Roche-sur-Yon – Nantes       | ITT 95 km | Jean Aerts         | Romain Maes   |
| 20 A | 27 lipca | Nantes – Vire                   | 220 km    | René Le Grevès     | Romain Maes   |
| 20 B | 27 lipca | Vire – Caen                     | ITT 55 km | Ambrogio Morelli   | Romain Maes   |
| 21   | 28 lipca | Caen – Paryż                    | 221 km    | Romain Maes        | Romain Maes   |

## Klasyfikacje
|     | Zawodnik           | Zespół           | Czas         |
| --- | ------------------ | ---------------- | ------------ |
| 1.  | Romain Maes        | Belgia           | 141h 32' 00" |
| 2.  | Ambrogio Morelli   | Włochy ind.      | +17' 52"     |
| 3.  | Félicien Vervaecke | Belgia           | +24' 06"     |
| 4.  | Sylvère Maes       | Belgia ind.      | +35' 24"     |
| 5.  | Jules Lowie        | Belgia ind.      | +51' 26"     |
| 6.  | Georges Speicher   | Francja          | +54' 29"     |
| 7.  | Maurice Archambaud | Francja          | +1h 09' 28"  |
| 8.  | René Vietto        | Francja          | +1h 21' 03"  |
| 9.  | Gabriel Ruozzi     | Touriste-routier | +1h 34' 02"  |
| 10. | Oskar Thierbach    | Niemcy           | +2h 00' 04"  |

|     | Zawodnik           | Zespół           | Punkty |
| --- | ------------------ | ---------------- | ------ |
| 1.  | Félicien Vervaecke | Belgia           | 118    |
| 2.  | Sylvère Maes       | Belgia ind.      | 92     |
| 3.  | Jules Lowie        | Belgia ind.      | 71     |
| 4.  | Gabriel Ruozzi     | Touriste-routier | 62     |
| 5.  | Romain Maes        | Belgia           | 58     |
| 6.  | Ambrogio Morelli   | Włochy ind.      | 49     |
| 7.  | Francesco Camusso  | Włochy           | 47     |
| 8.  | René Vietto        | Francja          | 42     |
| 9.  | Orlando Teani      | Włochy ind.      | 41     |
| 10. | Léo Amberg         | Szwajcaria ind.  | 33     |

### Drużynowa
| Poz. | Kraj       | Czas         |
| ---- | ---------- | ------------ |
| 1.   | Belgia     | 425h 36' 09" |
| 2.   | Francja    | +2h 24' 51"  |
| 3.   | III Rzesza | +9h 57' 17"  |
| 4.   | Włochy     | +12h 13' 22" |
| 5.   | Hiszpania  | +13h 16' 21" |